# Pathfinder: Kingmaker
Pathfinder: Kingmaker es un videojuego de rol desarrollado por el estudio ruso Owlcat y publicado por Deep Silver, basado en la franquicia Pathfinder. Anunciado a través de una campaña de donaciones en Kickstarter en 2017, el juego fue lanzado para Microsoft Windows, macOS y Linux el 25 de septiembre de 2018.

## Jugabilidad
El sistema de juego se basa en las reglas del juego de mesa Pathfinder e inspirada en videojuegos de rol clásicos como Baldur's Gate y Neverwinter Nights. Cuenta con un sistema de combate en tiempo real con pausa y está diseñado con vista isométrica. Una de las características distintivas del juego es su énfasis en la construcción de reinos, el jugador adopta decisiones como si fuera un señor feudal que afectan el resto del juego, envueltos en un mundo de intriga política y aventura.
La personalización del personaje es una característica muy importante, junto con la alineación de cada protagonista, variable según las elecciones propias. Si bien el jugador comienza creando un solo personaje, en el juego se formarán grupos, ya que se irán uniendo diferentes compañeros durante el camino. Se estima que el juego dura más de 80 a 140 horas.

## Trama
Pathfinder: Kingmaker se basa en los seis módulos que componen la campaña Pathfinder Adventure Path publicada en 2010.

## Desarrollo
El juego utiliza el motor de videojuegos de Unity. Tras el anuncio del videojuego, el equipo de Owlcat anunció que estaban considerando diferentes vías para financiar el juego. Así con el anuncio en junio de 2017 en la plataforma Kickstarter, se presentó el juego y, la financiación conseguida se utilizó para expandir el juego. La campaña finalizó a fines de mes luego de recaudar 909,057 dólares de más de 18,000 contribuyentes.
Chris Avellone, un aclamado guionista de otros juegos de rol, contribuyó al juego.

## Recepción
Pathfinder: Kingmaker recibió críticas generalmente positivas, con una media de 73 puntos de 100 en la web de Metacritic. El análisis del juego por Game Debate elogió la fascinante historia del juego, la profundidad y la función de gestión del reino, llamándolo "un CRPG rico y de aspecto hermoso, que ofrece un gran lugar para la aventura, una tierra interesante para gobernar y las herramientas para forjar un reino que puedas llamar a casa ". En una revisión algo menos entusiasta, Daniel Starkey de GameSpot cree que el juego está "obstaculizado por una letanía de pequeños problemas, equilibrio y la gigantesca base de conocimiento que necesitarás para jugar de manera más efectiva", al tiempo que elogia la narrativa y la administración del reino. aspecto del juego, mencionando que "para aquellos con paciencia, las recompensas bien valen la inversión". El juego también ha sido criticado por su curva de dificultad inconsistente y la opacidad de algunas de sus mecánicas.
En el aspecto técnico, el lanzamiento del juego estuvo plagado de numerosos errores, pantallas de carga largas y problemas de inestabilidad en el juego, que perjudicaron la recepción inicial tanto con críticos profesionales como con clientes. En los meses siguientes, muchos de estos problemas se han solucionado mediante parches.

## Secuela
Los desarrolladores de Owlcat anunciaron una secuela, Pathfinder: Wrath of the Righteous, en diciembre de 2019. Narrativamente, el juego seguirá el mismo guion de la aventura publicado en agosto de 2013, donde el grupo del jugador se involucra en una batalla entre mortales y demonios. La secuela se basará en el motor de Kingmaker para abordar las preocupaciones planteadas por los críticos y los jugadores, y ampliará los conjuntos de reglas adicionales del juego de mesa, incluirá nuevas clases de personajes y el sistema de progresión mítico. Owlcat lanzó una campaña de Kickstarter en febrero de 2020 para recaudar fondos de desarrollo como apoyo para el videojuego. El anuncio en Kickstarted recaudó con éxito más de 2 millones de los 300,000 dólares solicitados, lo que permitió agregar casi todos los objetivos marcados durante el desarrollo de las donaciones.